# ویلیامزبرگ (ویرجینیا)
ویلیامزبرگ (به انگلیسی: Williamsburg) شهری در ایالت ویرجینیا کشور ایالات متحده آمریکا است که جمعیت آن در سرشماری سال ۲۰۱۰ میلادی، ۱۴٬۰۶۸ نفر بوده‌است.